# Skördemän
Skördemän är en oljemålning av den flamländske renässanskonstnären Pieter Bruegel den äldre. Den är signerad BRVEGEL, daterad 1565 och sedan 1919 utställd på Metropolitan Museum of Art i New York. 
Skördemän tillhör en serie om sex målningar (varav en är förkommen) som skildrar olika tider på året. De benämns ibland månadsbilder men skildrar alltså en tvåmånadersperiod. De beställdes av Nicolaes Jonghelinck(en), en köpman i Antwerpen, för sitt hus på landet. År 1594 gav Antwerpens stad målningen som gåva till den habsburgske prinsen Ernst av Österrike i samband med att han utnämndes till guvernör i Spanska Nederländerna. Han förvärvade ett flertal tavlor och är anledningen till att Kunsthistorisches Museum idag äger världens största samling av Bruegels verk, sammanlagt 14 stycken. 
Denna bild representerar augusti–september. Den tudelas av ett träd i vars skugga skördemän vilar och tar sig en lunchpaus. Andra lantarbetare jobbar ute på sädesfältet vars gula färg präglar bilden. Till höger avbildas ett antal sädesskylar och en kyrka i bakgrunden. Till vänster breder en dalgång ut sig med en by i bakgrunden och ett hav med skepp i fjärran. 

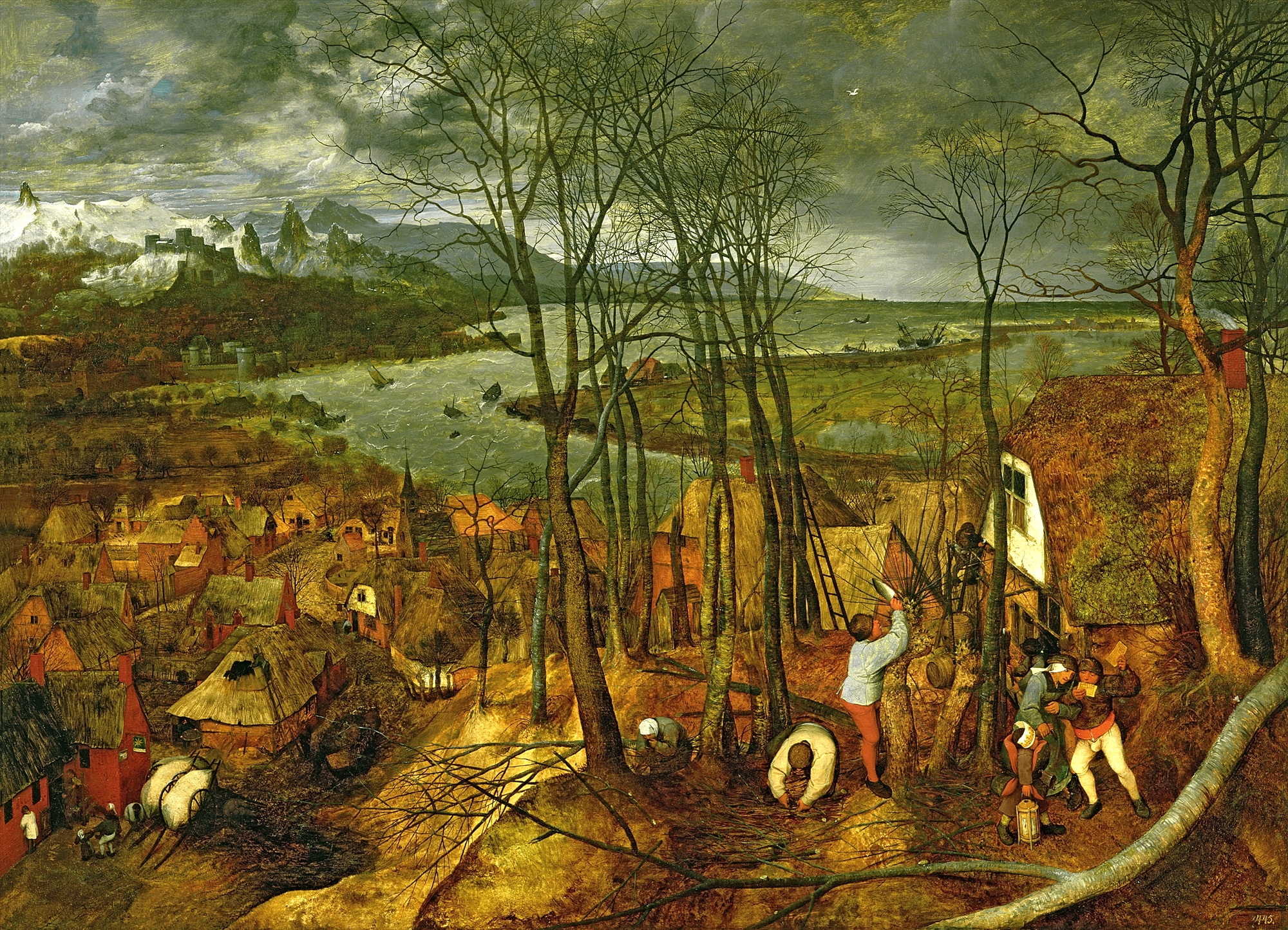
Den dystra dagen (februari–mars), Kunsthistorisches Museum.
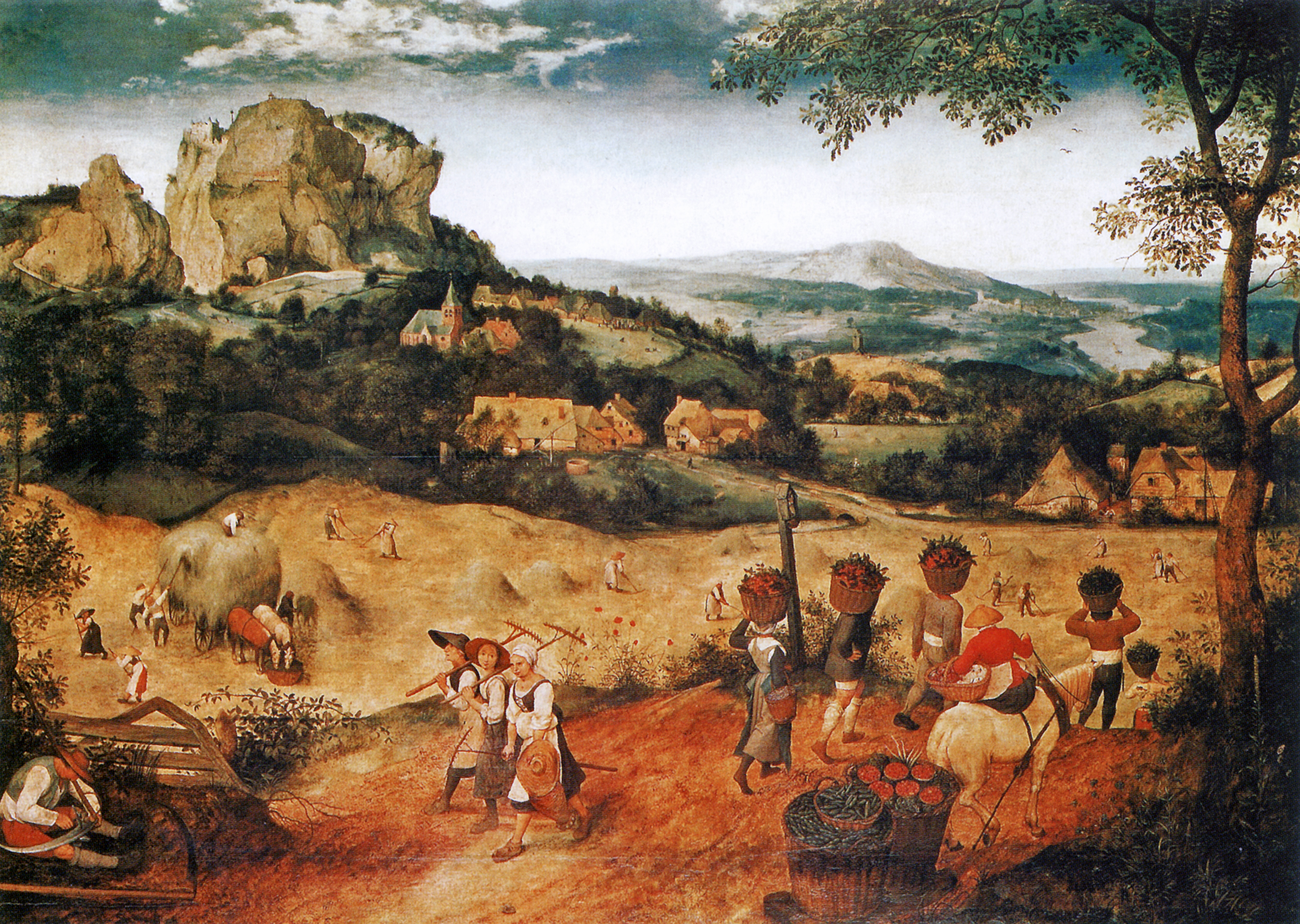
Höbärgningen (juni–juli), Lobkowiczpalatset i Pragborgen.
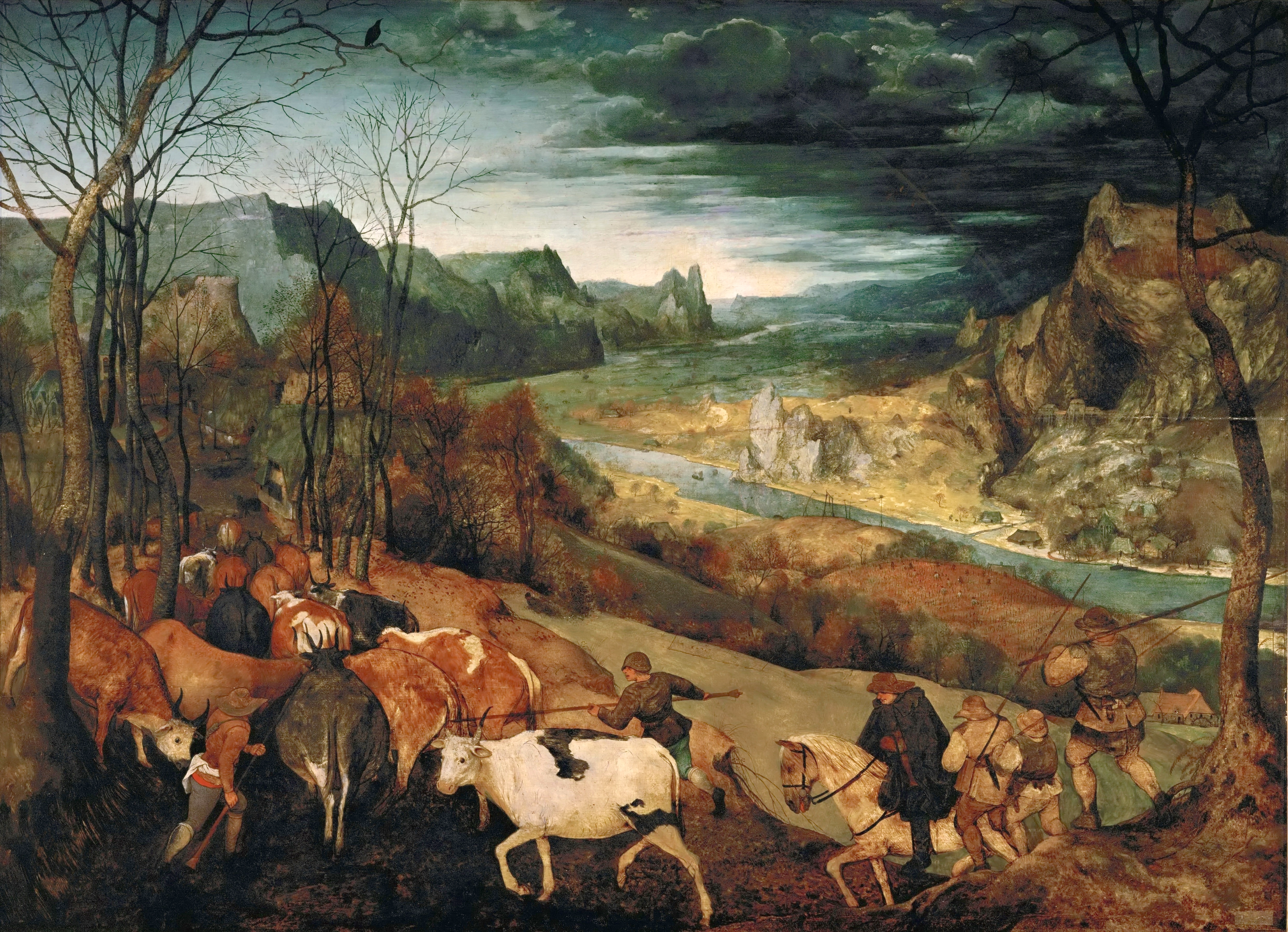
Hjorden återvänder (oktober–november), Kunsthistorisches Museum.
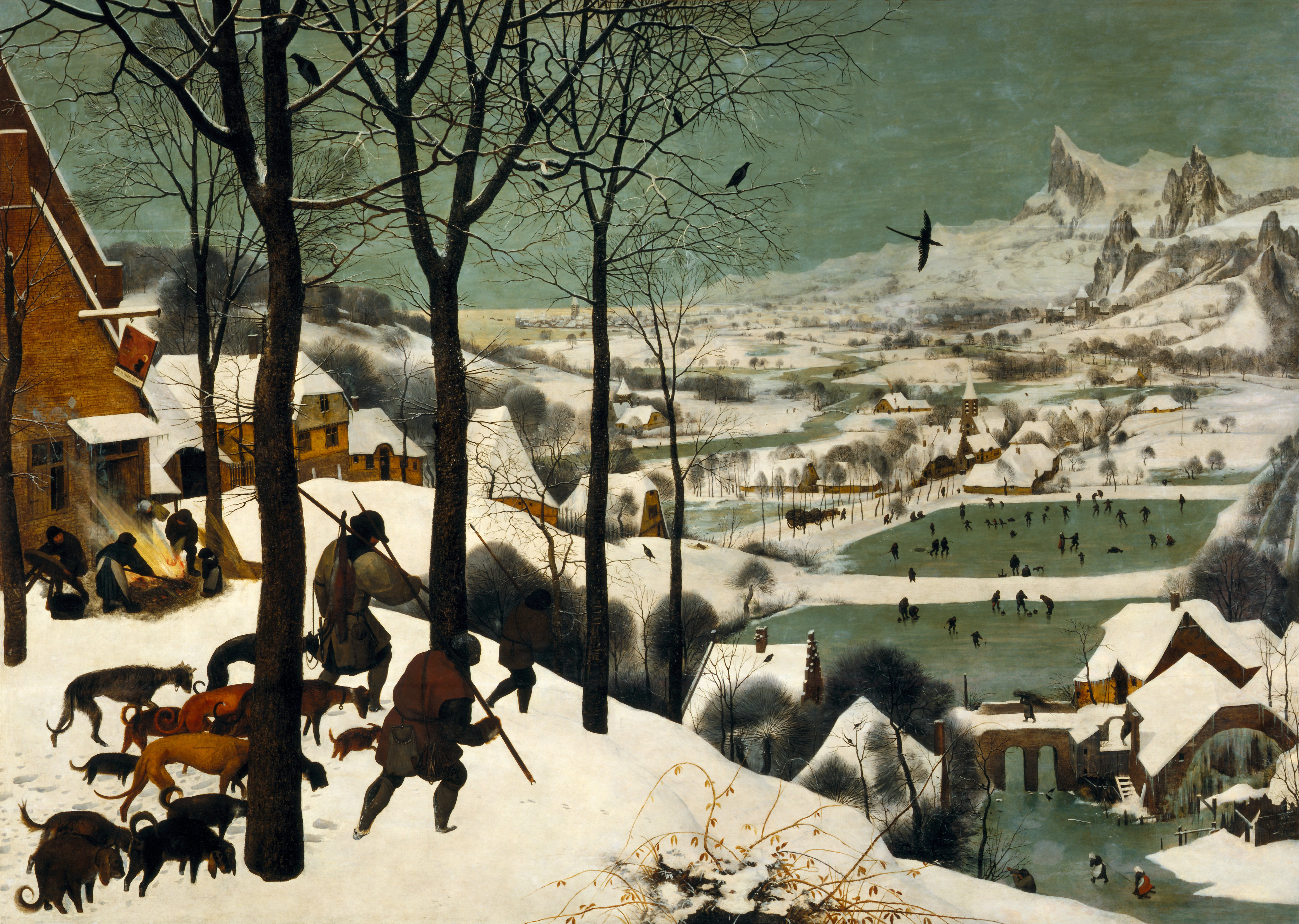
Jägarna i snön (december–januari ), Kunsthistorisches Museum.